# Mario Gentili (1962)
Pour les articles homonymes, voir Mario Gentili.
Mario Gentili, né le 5 mars 1962 à Rome, est un coureur cycliste italien. Il a été champion du monde de demi-fond amateur en 1986 et 1987.

## Palmarès sur piste

### Championnats du monde
- Bassano del Grappa 1985
  -  Médaillé de bronze du demi-fond amateurs
- Colorado Springs 1986
  -  Champion du monde du demi-fond amateurs
- Vienne 1987
  -  Champion du monde du demi-fond amateurs

## Palmarès sur route
- 1987
  - 3e étape du Cinturón a Mallorca
  - 3e du Cinturón a Mallorca